# آدامای وان
آدامای وان (به انگلیسی: Adamae Vaughn) (زاده ۸ نوامبر ۱۹۰۵ - درگذشته ۱۱ سپتامبر ۱۹۴۳) بازیگر زن اهل ایالات متحده آمریکا بود. وی بازیگر فیلم‌هایی همچون نمایش نمایش‌ها بوده‌است.